# Luis Mariutti
Luis Eduardo Mariutti Pereira (São Paulo, 22 de março de 1971) é um baixista brasileiro de metal. Realizou mais de 1500 shows em 24 países, como integrante e fundador das bandas Angra, Firebox, Shaman, Henceforth, Andre Matos solo. É irmão mais velho do guitarrista brasileiro Hugo Mariutti.
Atualmente é integrante da bandas Sinistra e Dirty Dogz.
Considerado um dos dez melhores baixistas do mundo pela revista Burrn! do Japão e eleito melhor baixista do Brasil por doze anos consecutivos[carece de fontes?]
Participou dos maiores festivais do mundo como Wacken Open Air, Loud Park, Gods of Metal, Eurockéennes, Dynamo, Viña Rock, Monsters of Rock e Live'n'Louder.[carece de fontes?]
Gravou com os produtores Chris Tsangarides, Charlie Bauerfeind, Roy Z, Sascha Paeth nos estúdios Hansen Studios (Hamburgo – GR), Pathway Studio (Wolfsburg – GR), Metropolis (Londres – UK), Marcus Studios (Londres – UK), Estúdio Mosh (São Paulo/SP), Be Bop (São Paulo/SP), Ultra-sônica (São Paulo/SP) e Brainless Brother (São Paulo/SP).

## Carreira[1]
Sua inspiração inicial para seguir com o baixo foi o Iron Maiden, seguido por Queen e Motorhead.

### Angra (1991-1999)
É um dos integrantes originais da banda Angra. Gravou 3 discos e teve mais de 12 discos lançados entre estúdio, ao vivo e singles. 
No dia 12 de julho de 2016, Luís foi convidado por Rafael Bittencourt para fazer uma participação num dos shows da turnê de 20 anos do álbum Holy Land, o show será no dia 13 de agosto. 

### Shaman (2000-2006 e 2018-2023)
Com o Shaman, gravou 2 discos e teve 4 discos lançados. O primeiro disco de estúdio da banda, Ritual, fez sucesso com uma música na novela O Beijo do Vampiro da Rede Globo. Mesmo disco que teve DVD gravado (Ritualive) para segunda maior lotação do antigo Credicard Hall, em São Paulo. 
Ainda no ano de 2018, Luis se une aos integrantes originais da banda Shaman, para fazer uma turnê comemorativa. Com o falecimento precoce do vocalista André Matos em junho de 2019, Alirio Netto assume os vocais do Shaman. No primeiro show da nova formação, em fevereiro de 2020, a banda lança o single "Brand New Me" em todas as plataformas de streaming. 
Em 2023, Luis anuncia sua saída da banda, que em seguida encerra suas atividades.

### Andre Matos (2006-2010)
Luis Integrou também a banda solo do vocalista Andre Matos, com quem gravou dois discos no período de 2006 a 2010. 

### About2Crash (2014-2017)
Em 2014 Luis passou a integrar a banda About2Crash, com quem fez um show no Rock in Rio (2015) e lançou 3 singles entre os anos de 2015 e 2017. 

### Sinistra (2018-atual)
Em 2018 passou a integrar a banda Sinistra, com o vocalista Nando Fernandes, o guitarrista Edu Ardanuy e o baterista Rafael Rosa. Banda compostas por grandes nomes do metal nacional e, que chega com uma proposta diferente de cantar heavy metal em português.

### Dirty Dogz (Atual)
É uma banda cover de clássicos do metal. A banda conta com o vocalista Leando Caçoilo (Viper, ex-Eterna), Leo Santos na guitarra e o baterista Rafael Rosa (Sinistra) com quem gravou o TTBF da banda AM. 

### Carreira solo (2023-atual)
Em 29 de setembro de 2023, lançou Unholy, seu primeiro disco solo, com Thiago Bianchi nos vocais e Henrique Pucci na bateria. Unholy veio acompanhado do clipe da faixa-título.
Posteriormente, também disponibilizou o clipe para a faixa "The Eye of Evil".
Outro videoclipe foi da faixa “God of War”, com uma performance ao vivo em estúdio com participação dos músicos Thiago Bianchi, Hugo Mariutti (ex-Shaman) e Rodrigo Oliveira (Korzus, Oitão).

## Discografia

### Firebox
- Starting Fire (Demo Tape, 1990)

### Angra
- Reaching Horizons (Demo Tape, 1992)
- Angels Cry (1993)
- Evil Warning (EP, 1994)
- Eyes of Christ (Demo Tape, 1995)
- Live Acoustic at FNAC (1995)
- Holy Land (1996)
- Make Believe (Single, 1996)
- Freedom Call (EP, 1996)
- Holy Live (EP ao vivo, 1997)
- Lisbon (Single, 1998)
- Fireworks (1998)
- Rainy Nights (Single, 1998)

### Shaman/Shaaman
- Ritual (2002)
- RituAlive (Ao vivo, 2003)
- Reason (2005)
- Innocence (Single, 2005)
- Brand New Me (Single, 2020)
- Turn Away (Single Ao Vivo, 2020)

### Andre Matos
- Time to Be Free (2007)
- Mentalize (2009)

### Henceforth
- Henceforth (2005)
- The Gray Album (2010)

### Motorguts
- Mercy (Single, 2012)
- Seven (2012)

### Solo
- Unholy (2023)[15]

## Outros projetos
No Rockgol, extinto campeonato de futebol da igualmente extinta MTV Brasil, o apresentador Paulo Bonfá chamava Luis Mariutti de Jesus, devido à sua vasta barba e cabeleira.

Em 2021, lançou sua autobiografia, chamada "Memórias dos Meus 50 Anos".